# American Song Contest
Pour les articles homonymes, voir ASC.
L'American Song Contest (en français : Concours américain de la chanson) est une adaptation du concours Eurovision de la chanson aux États-Unis dont l'unique édition a eu lieu du 21 mars au 9 mai 2022 sur le réseau NBC. Des représentants des différents États, territoires et le district de Washington se sont disputé le titre de la meilleure chanson originale.
L'émission est remportée par AleXa qui représentait l'Oklahoma avec sa chanson Wonderland. L'accueil de l'émission a été largement mitigé, de nombreuses critiques notant qu'elle n'était pas à la hauteur de son inspiration européenne ; elle n'a finalement pas été renouvelée pour une saison 2023.

## Origines
Le Concours Eurovision de la chanson est un concours international de chanson organisé chaque année par l'Union européenne de radio-télévision (UER) depuis 1956, qui comprend des participants représentant principalement des pays européens. Il se classe parmi les événements non sportifs les plus regardés au monde chaque année, avec des centaines de millions de téléspectateurs dans le monde.
La première émission connue de l'Eurovision aux États-Unis remonte à 1971. Deux ans plus tôt, le concours a été télédiffusé à Porto Rico pour la première fois. Le concours a été diffusé dans les deux pays en 2003 et 2004,.
Le réseau câblé américain Logo TV a diffusé la finale de 2016 à 2018, avec les commentaires de Carson Kressley et Michelle Collins (2016) ; Michelle Visage et Ross Mathews (2017) ; et Mathews et Shangela (2018),,. Les chiffres de visionnage étaient faibles, allant de 52 000 téléspectateurs en 2016 à 74 000 téléspectateurs en 2018. WJFD-FM, une station de radio commerciale à New Bedford, Massachusetts, a diffusé les finales 2018 et 2019 commenté en Anglais et en portugais,.
Netflix a concédé les droits de vidéo à la demande pour les concours 2019 et 2020. La plate-forme OTT a prévu de sortir le film musical Eurovision Song Contest: The Story of Fire Saga avec l'édition 2020. Cependant, à la suite de l'annulation du concours en raison de la pandémie de Covid-19, le film est sorti un mois plus tard, le 26 juin. Le film est devenu le contenu le plus diffusé sur Netflix aux États-Unis lors de son premier week-end. Eurovision Song Contest: The Story of Fire Saga a également présenté aux téléspectateurs le format de l'Eurovision et sa popularité en Europe. Une chanson du film, Husavik, a été nommée pour la meilleure chanson originale à la 93e cérémonie des Oscars.
Des projets pour développer une version américaine de l'Eurovision existent depuis 2006, avec Ben Silverman (alors président de la société de production Reveille) développant le concours pour NBC pour défier American Idol. Silverman (actuellement co-PDG et président de la société de production Propagate) a admis en 2020 qu'il avait essayé de poursuivre ce projet pendant 20 ans, y compris lorsqu'il était président de NBC.

## Production
Christer Björkman et Ola Melzig, connus pour leurs rôles de producteurs de concours Eurovision passés, ont annoncé lors d'une conférence de presse à Tel Aviv, Israël, en 2019, qu'ils avaient acquis les droits de l'UER pour produire une adaptation du format pour les États-Unis. Björkman et Melzig serviraient de producteurs aux côtés d'Anders Lenhoff et Peter Settman,. Dans un communiqué de presse, Silverman espérait que « se concentrer sur l'amour mutuel et le respect de la musique unirait une Amérique fractionnée ».
Settman a révélé dans une interview avec la publication suédoise Aftonbladet qu'au moins 10 médias avaient manifesté leur intérêt pour la diffusion du concours américain de la chanson, y compris les grandes chaînes de télévision.
L'Union européenne de radiodiffusion a annoncé que NBC avait acquis les droits de diffusion de la compétition le 14 mai 2021. NBC a annoncé que le concours de la chanson américaine aurait une première mi-saison ou estivale en 2022 après avoir publié son programme d'automne pour le prochain 2021– 22 saison de télévision sur le réseau,. Silverman servira de producteur délégué pour le programme. Propagate Content et Universal Television Alternative Studio serviront de sociétés de production pour le programme.
Björkman a déclaré lors d'une interview dans le podcast The Euro Trip que Las Vegas, Tampa et Orlando sont de potentielles premières villes hôtes.
Le concours a lieu entre le 21 mars et le 9 mai 2022. Il est coanimé par Snoop Dogg et Kelly Clarkson.

## Format
Variety rapporte en 2020 que le concours mettrait en vedette des artistes musicaux professionnels tels que des chanteurs solistes, des duos ou des groupes de six membres maximum de chacun des 50 États américains. Le format mettra les artistes face à face contre d'autres représentants dans une série de compétitions de qualification, menant aux demi-finales et aux grandes finales aux heures de grande écoute dans le style « March Madness ».
Dans une interview avec le chef de la délégation de l'Eurovision de la République tchèque, Jan Bors, Melzig a révélé que chaque État déterminera comment sélectionner son artiste et sa chanson pour le concours. Le programme se composera de cinq manches de dix États chacun en compétition pour quatre places qui passeront au tour suivant. Les 20 États restants s'affronteront en deux demi-finales, avec cinq États dans chaque demi-finale se qualifiant pour la grande finale. Les 10 finalistes se battront pour le trophée American Song Contest.
Le format a depuis été élargi pour inclure les 50 États, cinq territoires américains et Washington DC, la capitale nationale et un district fédéral des États-Unis. Les territoires participants sont les Samoa américaines, Guam, les îles Mariannes du Nord, Porto Rico et les îles Vierges américaines. Chaque représentant interprétera une chanson originale dans une émission télévisée en direct diffusée à travers le pays. Les représentants peuvent consister en des artistes solos, des duos, des groupes ou un DJ. Le gagnant sera déterminé par des votes de fan et un jury de professionnels de l'industrie de la musique, gagnant le titre de Meilleure chanson originale.

## Palmarès
| État       | Chanson    | Interprète(s) | Auteur(s) / Compositeur(s)                                                 | Points | Marge de points |
| ---------- | ---------- | ------------- | -------------------------------------------------------------------------- | ------ | --------------- |
| Oklahoma   | Wonderland | AleXa         | Albin Nordqvist, Andreas Carlsson, Bekuh Boom, Ellen Berg, Moa Carlebecker | 710    | 207             |
| Colorado   |            |               |                                                                            |        |                 |
| Kentucky   |            |               |                                                                            |        |                 |
| Texas      |            |               |                                                                            |        |                 |
| Washington |            |               |                                                                            |        |                 |
|            |            |               |                                                                            |        |                 |

## Diffusion internationale
- Allemagne / Autriche : ServusTV[29] - La diffusion se fait en différé et 8 jours après la première diffusion[30].
- Canada : CHCH-DT[31]
- Espagne : RTVE Play[32]
- Finlande : Yle TV2
- Grèce : ERT[33]
- Islande : RÚV[34] - Les émissions sont diffusées en direct.
- Norvège : NRK[35] - La diffusion est différée et a lieu 5 jours après la première diffusion.
- Portugal : RTP1[36],[37] - La diffusion est différée et a lieu 3 jours après la première diffusion.
- Slovénie : RTV SLO[38] - La diffusion est différée et a lieu 5 jours après la première diffusion.
- Suède : SVT1 et SVT Play[39] - La diffusion est différée et a lieu 2 et 5 jours après la première diffusion.

## Réception
L'idée de produire une version américaine de l'Eurovision a suscité des réactions mitigées. Andy Kryza de Time Out a écrit que le plus grand défi du American Song Contest est « l'homogénéité relative du paysage musical américain », que ses pop stars doivent être associées à des artistes colorés comme les drag queens, des équipes de démolition, des clowns, des chanteurs de gospel, etc. Justin Kirkland d'Esquire a prédit que le concours serait « un cauchemar colossal », ajoutant que les Américains « manquent d'autodérision, de kitsch et d'énergie désintéressée pour réussir cela ». Chris Murphy de Vulture.com a souligné que Le paysage télévisuel aux États-Unis est saturé de concours de chant et de talents, ajoutant que « personne n'écrira une chanson aussi accrocheuse que Husavik ».
Dans une interview accordée à BBC Breakfast en 2020, Cheryl Baker (membre du groupe Bucks Fizz, vainqueur du concours Eurovision de la chanson 1981) a déclaré que le concours ne se traduirait pas bien aux États-Unis, ajoutant que le pays « avait un long chemin à parcourir ». Baker a également suggéré que les États-Unis devraient plutôt amener un représentant à l'Eurovision européen. William Lee Adams de Wiwibloggs a contré cette « identité d'État » (comme dans les sports collégiaux) et la diversité de la musique régionale aux États-Unis jouera un rôle clé dans la compétition. Adams a également rejeté l'idée que les Américains se prennent trop au sérieux, se référant à des événements de camp tels que Miss America.